# 张魏
张魏（1989年12月22日—），中国盲人门球运动员，曾在2016年夏季残奥会上获得了一枚银牌。
6岁时，张魏的视力下降，被诊断为视神经病变。在参加了几年的田径比赛后，因为无法找到一个永久的视力指导，她放弃了原先的残疾人跑步项目，于2008年开始打门球。2012年，她因肩袖撕裂而错过了夏季残奥会的比赛。